# Уэда Акинари
Уэда Акинари (яп. 上田 秋成, 25 июля 1734 года, Осака — 8 августа 1809 года, Киото) — японский писатель, учёный, автор стихотворений в жанре вака. Представитель японской литературы позднего Средневековья. Прославился новеллами в жанре ёмихон (буквально — «книга для чтения»). Наиболее известны его сборники рассказов «Луна в тумане» (1768) и «Рассказы о весеннем дожде» (1809).

## Биография
Мать — проститутка из Осаки, отец неизвестен. На четвёртом году жизни Уэда был усыновлён богатым торговцем, который обеспечил ему комфортные условия жизни и дал хорошее образование. Ещё будучи ребёнком, Уэда переболел оспой. Хотя он выжил, пальцы на его руках были обезображены болезнью. Уэда верил, что выздоровел благодаря богу святилища Касима-Инари (яп. 加島稲荷), которому его родители молились во время его болезни. В течение всей жизни он верил в сверхъестественное; видимо, это отразилось и в произведениях писателя, в том числе в самой известной его работе — сборнике рассказов о духах и привидениях «Луна в тумане».
Уэда унаследовал семейные предприятия после смерти приёмного отца, но не стал удачным торговцем. За 10 лет Уэда опубликовал несколько юмористических историй в жанре «укиё-дзоси» (дословно — «записки о бренном мире»). Когда в его компании случился пожар, он оставил коммерческую деятельность и начал изучать медицину. Его учитель также приобщил Уэду к китайскому литературному фольклору. В 1776 году Уэда начал медицинскую практику и опубликовал сборник «Луна в тумане», что поставило его в один ряд с выдающимися писателями жанра ёмихон, включая Кёкутэя Бакина. В 1760 году Акинари женился на служанке, работавшей в доме его приёмных родителей, по имени Тама Уэяма (яп. 植山たま уэяма тама).
Помимо художественной литературы, писатель участвовал в движении кокугаку, которое противопоставляло китайским, неоконфуцианским и буддистским текстам самобытность японской культуры и истории. В кругу единомышленников Уэда занял довольно независимую позицию, энергично полемизируя с Мотоори Норинагой, ведущим учёным движения. Есть мнение, что Уэда отразил этот конфликт и в своих историях, в том числе в «Луне в тумане», основывая истории на китайских, выводя затем на передний план японскую чувствительность с помощью сверхъестественных элементов и глубоких эмоций у персонажей (в противовес китайской опоре на интеллект).
Через несколько лет после смерти жены в 1798 году у Уэды наступила временная слепота. И хотя его левый глаз через некоторое время снова стал видеть, писателю пришлось диктовать свои произведения для записи. В это время (около 1802 года) он закончил первые два рассказа из сборника «Рассказы о весеннем дожде». В этом сборнике, в отличие от «Луны в тумане», тема сверхъестественного не играет большой роли, а рассказы существенно различаются по длине.
Уэда также был поэтом, писал стихи в жанре танка и хайку.
Последние годы писателя прошли в скитаниях и бедности. Уэда Акинари скончался в 1809 году в Киото.

## Произведения
- 1767 — «Нравы бывалых содержанок»
- 1776 — «Луна в тумане»[англ.]
- 1809[8] — «Рассказы о весеннем дожде»[англ.] (опубликовано в 1907 году[9], первая полная публикация — в 1950 году)[10]

## Публикации
- Акинари Уэда. Луна в тумане. Фантастические новеллы / Пер. с яп. З. А. Рахима и А. Н. Стругацкого. — М.: Художественная литература, 1961. — 136 с.: ил.
- Луна в тумане. Японская классическая проза / Сост. Т. И. Редько-Добровольская. Пер. с яп. А. Н. Стругацкого и др. — М.: Правда, 1988. — 480 с.: ил.
- Акинари Уэда. Луна в тумане. Фантастические новеллы / Пер. с яп. З. А. Рахима и А. Н. Стругацкого. — СПб.: ИД «Кристалл», 2000. — 256 c.: ил. — (Библиотека мировой литературы: Восточная серия). — ISBN 5-306-00030-4.

## Экранизации
- «Сказки туманной луны после дождя» — режиссёр Кэндзи Мидзогути (Япония, 1953).